# Jozef Nemčovič
Jozef Nemčovič [němčovič] (* 14. listopadu 1958) je bývalý slovenský prvoligový fotbalista.

## Hráčská kariéra
V československé nejvyšší soutěži zasáhl do 5 utkání v dresu Spartaku Trnava, v nichž neskóroval. Druhou ligu hrál v Dubnici nad Váhom a Zbrojovce Brno. Hrál také 3. ligu (II. SNFL) za Malacky.
Po sezoně 1989/90, ve které hrál za TJ Družstevník Lakšárska Nová Ves, nastupoval střídavě za menší rakouské a slovenské fotbalové kluby. Těmito byly SC Obersiebenbrunn (1990–1997), OŠK Slovenský Grob (1998), ASV Raiffeisenbank Zurndorf (1998–2000), SC Untersiebenbrunn (2000), TJ Záhoran Jakubov (2001), SC Obersiebenbrunn (2001–2004), ŠK Gajary (2004), FC Angern (2004–2006), SV Ollensdorf (2007), TJ Slavoj Moravský Svätý Ján (2007–2008) a SC Dürnkrut (2008–2010). Na začátku roku 2011 se vrátil do Záhoranu Jakubov, kde ukončil aktivní činnost.

## Trenérská kariéra
V Malackách později působil i jako trenér mládeže či asistent trenéra u A-mužstva.
Na jaře 2017 vedl TJ Sokol Lanžhot v Přeboru Jihomoravského kraje.

## Ligová bilance
| Ročník                                   | Zápasy | Góly | Minuty | Klub                   |
| ---------------------------------------- | ------ | ---- | ------ | ---------------------- |
| 1. československá fotbalová liga 1980/81 | 5      | 0    | 334    | Spartak TAZ Trnava     |
| I. SNFL 1981/82                          | 4      | 0    | –      | Spartak ZŤS ŠK Dubnica |
| I. ČNFL 1985/86                          | 11     | 0    | –      | Zbrojovka Brno         |
| CELKEM I. ČS. LIGA                       | 5      | 0    | 334    |                        |
| CELKEM I. ČNFL (1981–1989)               | 11     | 0    | –      |                        |
| CELKEM I. SNFL (1981–1989)               | 4      | 0    | –      |                        |